# Donjošlesko vojvodstvo
Donjošlesko vojvodstvo (Województwo Dolnośląskie) je jedno od 16 poljskih administrativnih jedinica - vojvodstava. Ustanovljeno je 1999. godine od prijašnjih vojvodstava - wrocławskog (wrocławskiego), legnickog (legnickiego), jeleniogórskog (jeleniogórskiego), wałbrzyskog (wałbrzyskiego) i dijelova leszczyńskog (leszczyńskiego) i kaliszkog (kaliskiego). Ovo vojvodstvo se nalazi na jugozapadu Poljske, zauzimajući značajni dio povijesne Šleske (Donja Šleska). Središte vojvodstva je Wrocław.